# Wonder
Een wonder of mirakel is een indrukwekkende en rationeel (schijnbaar) onverklaarbare gebeurtenis. Verschillende religies bevatten beschrijvingen van het plaatsvinden van wonderen en geven er verschillende verklaringen voor, meestal door verwijzing naar een bovennatuurlijk wezen.
- Volgens de theïstische stromingen in monotheïstische religies, zoals het christendom en de islam, is een wonder een ingreep van God in het universum. Soms refereert het woord wonder aan een actie van een bovennatuurlijk wezen dat geen god is, bijvoorbeeld een engel of geest (mogelijk van een heilige).
- Binnen het katholicisme is de vaststelling van aan een persoon toe te schrijven wonderen na diens overlijden een doorslaggevende voorwaarde in een proces tot zalig- en heiligverklaring.
- In het boeddhisme zijn wonderen vaak gerelateerd aan de zes bovennatuurlijke krachten.

Mensen van verschillende religieuze achtergronden hebben vaak verschillende definities van het woord wonder. Zelfs binnen een bepaalde religie wordt het woord nog op verschillende manieren gebruikt.
Het woord 'wonder' kan in het algemene spraakgebruik ook duiden op iets dat grote verbazing wekt en moeilijk te geloven of te begrijpen is, vaak kwalificeert men die gebeurtenis dan als 'wonderlijk'. Een voorbeeld is het kinderliedje over twee beren die broodjes smeren: "'t Was een wonder, bovenwonder, dat die beren smeren konden."

## Bestaan van wonderen
Over het bestaan van wonderen, opgevat als bovennatuurlijk ingrijpen in de natuurlijke orde, lopen de meningen uiteen. Sinds 2003 werd door de KRO het televisieprogramma Wonderen bestaan uitgezonden, waarin wonderlijke belevenissen uit het leven van mensen naverteld en ook nagespeeld worden.
De rationalistische en pantheïstische filosoof Baruch Spinoza stelt in zijn Tractatus theologico-politicus dat wonderen niet bestaan: bovennatuurlijk ingrijpen is immers niet mogelijk, omdat uitzonderingen op de natuurwetten onmogelijk zijn. De gebeurtenissen waarvan sommige mensen menen dat ze te wonderlijk zijn om natuurlijk te zijn, zijn volgens hem enkelvoudige instantiaties van natuurwetten. Ze doen zich (in eerste instantie) maar eenmaal voor en lijken daarom een uitzondering op de natuurlijke orde, maar zijn per principale verklaarbaar.
Het verrichten van wetenschappelijk onderzoek naar een verondersteld wonder is in de praktijk onmogelijk gebleken, omdat wetenschappelijk onderzoek in principe herhaalbaar moet zijn. Wonderen zijn min of meer per definitie onvoorspelbaar en uitzonderlijk. Hierop zijn wonderdoeners een uitzondering, maar die weigerden tot nu toe allen hun medewerking. Hieruit concluderen sceptici dat de beweringen van wonderdoeners onwaar zijn. Volgelingen van wonderdoeners (met name Sathya Sai Baba) beweren daarentegen dat wonderdoeners geen enkele verplichting hebben zich aan testen te onderwerpen en dat historische wonderdoeners, zoals Jezus dat ook niet gedaan hebben.

## Voorbeelden
In de Bijbel zijn er onder meer de volgende natuurkundige en biologische wonderen:
- Overvloed aan brood (vermenigvuldiging van de broden), vis (wonderbare visvangst), olie (Elia); verandering van water in wijn; brandende braamstruik verteert niet; onverklaarbaar verschenen voedsel (manna).
- Water gaat opzij, of er wordt over gelopen; storm gaat op commando liggen; hemelvaart.
- Genezing, exorcisme, weer levend worden.
- Zwanger worden op zeer hoge leeftijd (Sara, Elisabet) of zonder toedoen van een man (maagdelijke geboorte).
- Vijgenboom verdort op commando.
- Verschijning van engelen, sprekende God.

### Recent toegeschreven aan personen
Recent nog worden wonderen toegeschreven aan reeds overleden of nog levende personen, bijvoorbeeld aan Rebbe Schneersohn, Moeder Teresa, Sai Baba, Hong Xiuquan en Wovoka, paus Johannes Paulus II, Thomas Lee Osborn, Jan Zijlstra, Jomanda en Titus Brandsma. De Rooms-Katholieke Kerk heeft een lange traditie om vele wonderen te erkennen. De procedure van de heiligverklaring vereist een wonder dat op voorspraak van de overleden kandidaat-heilige tot wie gebeden wordt, is verricht. Het wonder bestaat uit een onverklaarbare genezing en wordt voor de RK-kerk getoetst door een commissie van katholieke artsen.